# Pogłos (album)
Pogłos – drugi album studyjny polskiej piosenkarki Natalii Szroeder. Wydawnictwo ukazało się 5 listopada 2021 roku nakładem wytwórni muzycznej Warner Music Poland. Album zadebiutował na 10. miejscu polskiej listy sprzedaży – OLiS. Płyta uzyskała status złotej płyty za sprzedaż ponad 15 tysięcy kopii.
28 października ukazała się reedycja albumu w postaci EP-ki Pogłos Suplement. Minialbum został został nominowany w kategorii Album roku pop podczas 29. edycji rozdania nagród muzycznych Fryderyk..

## Lista utworów
Opracowano na podstawie materiału źródłowego.

### Pogłos
1. „Początki”
2. „Przypływy” (gościnnie: Ralph Kaminski)
3. „Prosto”
4. „1-2 X”
5. „Powinnam?”
6. „Poganianki”
7. „Para”
8. „pCukier”
9. „Późne godziny”
10. „Próbujmy w równym tempie”
11. „Pogłos”

### Pogłos suplement
1. „Osiedle”
2. „Połóż się tu”
3. „Późne godziny” (gościnnie: Vito Bambino)
4. „Czyj sen dziś śnisz?” (gościnnie: Daria Zawiałow)
5. „Zima”
6. „Powinnam? (Akustycznie)”
7. „Połóż się tu (KAMP! Remix)”

## Pozycja na liście sprzedaży
| Kraj   | Lista         | Najwyższa pozycja |
| ------ | ------------- | ----------------- |
| Polska | OLiS – albumy | 10                |

## Certyfikaty
| Kraj          | Certyfikat  | Sprzedaż |
| ------------- | ----------- | -------- |
| Polska (ZPAV) | złota płyta | 15 000+  |